# Los Hernández, San Luis Potosí
Los Hernández är en ort i Mexiko.   Den ligger i kommunen Mexquitic de Carmona och delstaten San Luis Potosí, i den centrala delen av landet, 400 km nordväst om huvudstaden Mexico City. Los Hernández ligger 2 021 meter över havet och antalet invånare är 187.
Terrängen runt Los Hernández är platt åt nordost, men åt sydväst är den kuperad. Runt Los Hernández är det tätbefolkat, med 308 invånare per kvadratkilometer. Närmaste större samhälle är San Luis Potosí, 14,3 km sydost om Los Hernández. Omgivningarna runt Los Hernández är i huvudsak ett öppet busklandskap.